# Raketschip
Een raketschip is een type oorlogsschip dat primair met raketwapens is uitgerust.

## Moderne raketschepen

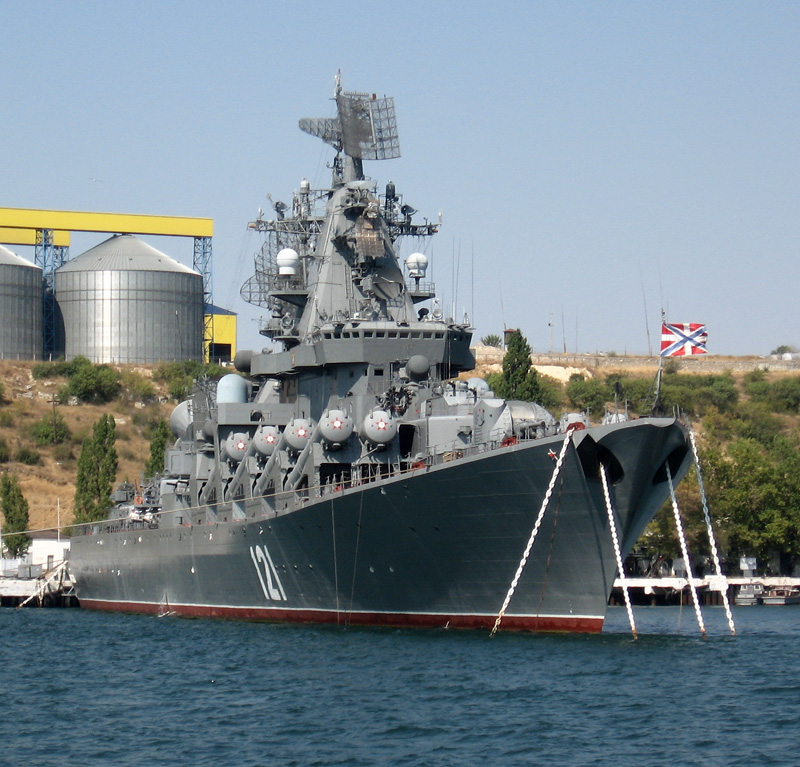
De Russische geleidewapenkruiser Moskva

Veel moderne oorlogsschepen zijn uitgerust met raketten. Sommige scheepstypes, waaronder torpedobootjagers (NAVO-code DDG), zijn voornamelijk uitgerust met raketwapens. Dergelijke torpedobootjagers zijn in dienst bij een groot aantal marines.
Veel marines, waaronder die van China, Japan, Finland en Israël, maken gebruik van zogenaamde raketboten. Dit zijn kleine aanvalsschepen (fast attack craft) uitgerust met antischeepsraketten.
Daarnaast hebben een aantal landen (de Verenigde Staten, Rusland, het Verenigd Koninkrijk, Frankrijk en China) onderzeeërs uitgerust met ballistische raketten, vaak met kernkoppen. Deze speelden een belangrijke rol in de Koude Oorlog.
De Russische marine heeft een aantal gespecialiseerde raketschepen. Deze zijn voornamelijk uitgerust met antischeepsraketten. De Russische raketschepen worden ingedeeld in verschillende scheepstypes:
- Raketnij Krejser ("raketkruiser"), geleidewapenkruisers, waaronder de Kirov- en Slavaklasse
- Bolshoj Raketnij Kobrabl ("groot raketschip"), torpedobootjagers uitgerust met raketwapens, waaronder de Sovremennyklasse
- Malij Raketnij Korabl ("klein raketschip"), korvetten uitgerust met raketwapens, waaronder de Tarantulklasse
- Raketnij Kater ("raketkotter"), fast attack craft uitgerust met raketwapens, waaronder de Osaklasse

De Amerikaanse marine heeft een reeks geleidewapenkruisers in dienst, waaronder de Ticonderogaklasse. Deze zijn uitgerust met zowel Tomahawk- als Standard-raketten voor aanval op en verdediging tegen verschillende soorten doelen, waaronder schepen, vliegtuigen, raketten en landdoelen.

## Raketschepen in de 19e eeuw

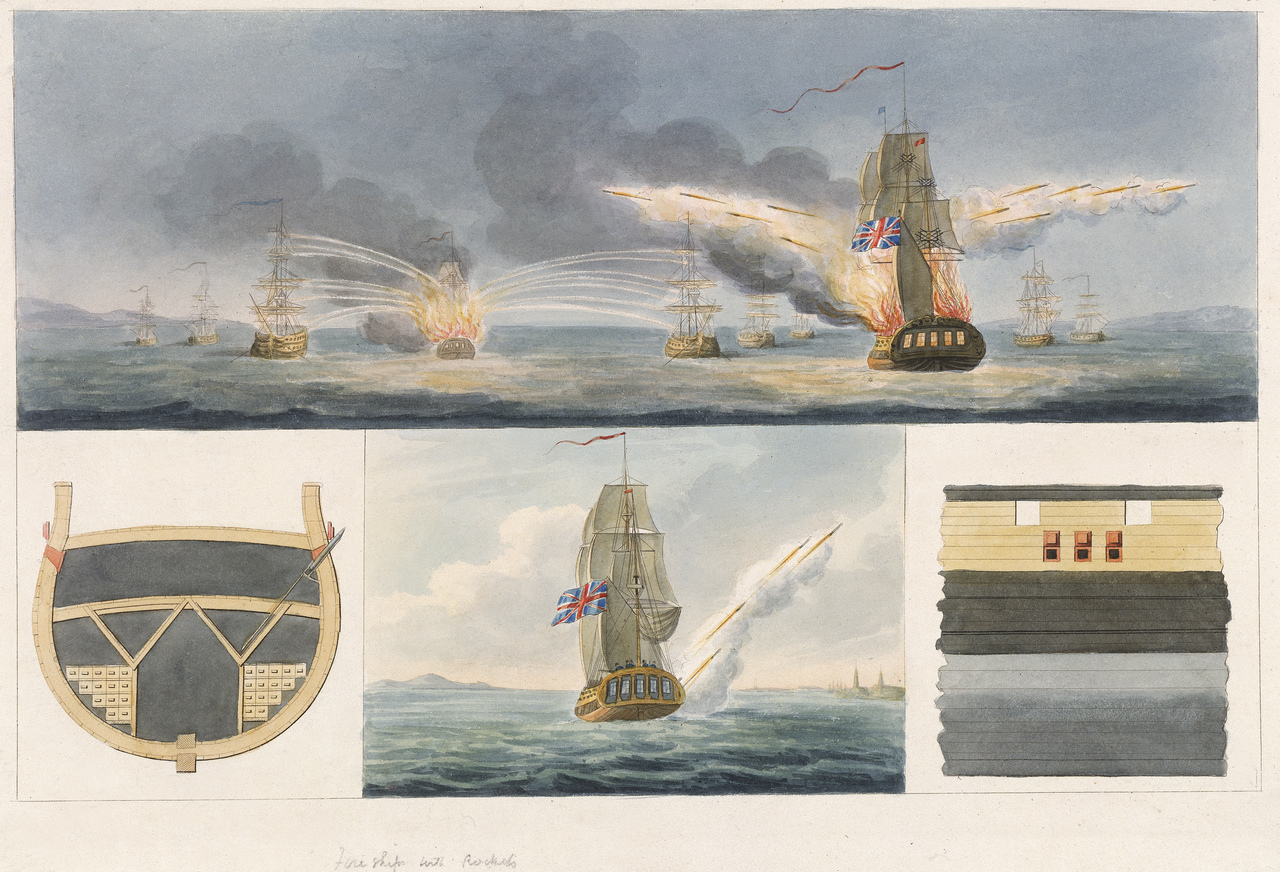
Schepen vuren Congreveraketten af. Illustratie uit Congreve's The Details of the Rocket System, 1814.

De Britse marine was begin 19e eeuw de eerste die raketschepen inzette. De Britten kwamen in aanraking met raketwapens tijdens de oorlogen tussen de Britse Oost-Indische Compagnie en het Indiase koninkrijk Mysore eind 18e eeuw. Gebaseerd op buitgemaakte Indiase raketwapens ontwikkelden de Britten de Congreveraket, vernoemd naar de uitvinder William Congreve. De Britse vloot rustte een aantal van haar oorlogsschepen uit met de raketten. Dergelijke schepen werden rocket vessels (raketschepen) genoemd. Sommige Britse raketschepen waren eerder kleine boten dan schepen. Deze boten waren uitgerust met een lanceerplatform voor raketten dat aan een mast omhoog gehesen werd.
Vanaf 1805 werden de Congreveraketten in de napoleontische oorlogen ingezet, voor het eerst tijdens een Britse aanval op de Franse vloot in de haven van Boulogne op 8-9 oktober 1806. Bij de Britse aanval op Kopenhagen in 1807 werden zo'n 300 raketten op de stad afgevuurd, waardoor in een groot deel van de stad branden uitbraken. In 1813 leidde een vergelijkbare Britse aanval op Danzig met raketten tot brand in de voedselvoorraden en de overgave van de stad.
Bij de Walcherenexpeditie in 1809 werd een schip, de HMS Galgo, uitgerust met raketten. Er is echter geen aanwijzing dat raketten ook daadwerkelijk afgevuurd werden. Bij de slag bij Île d'Aix in 1809 namen drie Britse raketschepen deel: de kotters King George en Nimrod en de schoener HMS Whiting.
In de oorlog van 1812 tegen de Verenigde Staten werden raketten onder meer ingezet tijdens de Slag bij Bladensburg. Het afvuren van raketten door het Britse raketschip HMS Erebus tijdens het bombardement van Fort McHenry in 1814 was de inspiratie voor een van de regels van het Amerikaanse volkslied The Star-Spangled Banner: And the rockets’ red glare, the bombs bursting in air ("en de rode gloed van de raketten, de bommen die in de lucht ontploffen").